# Cyclopogon adhaesus
Cyclopogon adhaesus är en orkidéart som beskrevs av Dariusz Lucjan Szlachetko. Cyclopogon adhaesus ingår i släktet Cyclopogon, och familjen orkidéer. Inga underarter finns listade i Catalogue of Life.